# R136b
R136b是在大麥哲倫星系的一顆沃夫-瑞葉星，是著名的R136超星團的成员。它是已知的最庞大和最明亮的恒星之一。它是在蜘蛛星云NGC2070疏散星团中心的茂密的R136疏散星团中被发现的。